# Nazionale maschile di rugby a 15 della Danimarca
La nazionale di rugby XV della Danimarca (Danmarks herrelandshold i rugby union) è la squadra di rugby XV che rappresenta la Danimarca a livello internazionale ufficiale. La squadra è stata fondata nel 1949, e fin da allora, non si è mai qualificata per la Coppa del Mondo di rugby, ma partecipa al Campionato europeo per Nazioni di rugby, dove è attualmente inserita nella 2ª divisione poule C.

La Danimarca, assieme alla Svezia ed alla Norvegia ha giocato il primo torneo Viking Tri Nations tra aprile ed ottobre 2011.